# تاکتیک‌های مأموریت‌محور
تاکتیک‌های مأموریت‌محور (انگلیسی: Mission-type tactics) (که در ایالات متحده و بریتانیا با نام فرماندهی مأموریت نیز شناخته می‌شود) روشی برای فرماندهی و تفویض اختیار است که در آن فرمانده نظامی به فرماندهان زیردست خود هدفی کاملاً مشخص، جزئیات سطح بالا مانند بازه زمانی و نیروهای مورد نیاز برای دستیابی به آن هدف را ارائه می‌دهد. به فرماندهان زیردست ابتکار عمل برنامه‌ریزی و آزادی اجرا داده می‌شود و آنها در مورد روش‌های دستیابی به هدف به‌طور مستقل تصمیم می‌گیرند. این امر انعطاف‌پذیری بالایی را در سطوح عملیاتی و تاکتیکی فرماندهی فراهم می‌کند که امکان تصمیم‌گیری سریع‌تر در میدان عمل را فراهم می‌کند و رهبری بالاتر را از مدیریت جزئیات تاکتیکی برای تمرکز بر تصویر استراتژیک آزاد می‌کند. این تاکتیک ممکن است با تاکتیک‌های نوع فرماندهی در تضاد باشد.
برای موفقیت تاکتیک‌های مأموریت‌محور، رهبران زیردست باید هدف دستورات را درک کنند و برای عمل مستقل آموزش ببینند. موفقیت این دکترین به درک زیردستان از هدف صادرکننده دستورات و تمایل آنها برای دستیابی به هدف بستگی دارد، حتی اگر اقدامات آنها سایر راهنمایی‌ها یا دستورات دریافتی را نقض کند. در ارتش‌هایی که به‌طور کلی تاکتیک‌های مأموریتی را در بر نمی‌گیرند، ریسک کردن برای سرپیچی از برخی دستورات یا زیر سؤال بردن محدودیت‌ها در مسیر عادی دستیابی به یک مأموریت، گاهی اوقات با واحدهای نخبه مرتبط است که گاهی اوقات نوع خاصی از فرهنگ نوآورانه را پرورش می‌دهند که این رفتار را ممکن می‌سازد و در ازای انجام مأموریت، پاداش می‌دهد.
تاکتیک‌های مأموریتی از قرن نوزدهم جزء اصلی تاکتیک‌های نظامی نیروهای مسلح آلمان بودند. تاکتیک‌های مأموریتی توسط سلسله‌مراتب فرماندهی در نیروهای مسلح ایالات متحده آمریکا، کانادا، هلند و بریتانیا مورد حمایت قرار می‌گیرند، اما همیشه استفاده نمی‌شوند.